# 大阪文化服装学院
大阪文化服装学院（おおさかぶんかふくそうがくいん、英称：Osaka Institute of Fashion、英略称：OIF）は、大阪府大阪市淀川区にある服飾関係の専門学校。学校法人ミクニ学園が運営する。
学校教育法により認可を受けている高等教育機関であり、卒業すると高度専門士や専門士の称号を付与される。現理事長は、元・千趣会〜ジャパネットたかたの豊田晃敏、校長は元・千趣会の和田康彦。
2026年4月にヴォートレイル ファッションアカデミー(英称:  Voutrail The Fashion Academy) への校名変更を発表している。同時に学校法人名もミクニ学園から大阪文化服装学院に変更される。
文化服装学院連鎖校である。

## 沿革
- 1946年 - 三国洋裁女学院として開校。
- 1948年 - 財団法人設立認可。ミクニ洋裁女学院に校名変更。
- 1951年 - 学校法人に組織変更。大阪服装女子専門学校に校名変更。
- 1952年 - 文化服装学院連鎖校認可。現校名に校名変更。
- 1976年 - 学校教育法改正に伴い、専修学校となる。

## 学科
- スーパーデザイナー学科（4年制）
- ファッション・クリエイター学科（3年制）
  - クリエイティブデザイナーコース
  - アパレルデザイナーコース
  - パタンナーコース
  - ３Dモデリストコース
  - ニットコース
  - オートクチュール＆舞台衣装コース
  - メンズ&スポーツ専攻
  - チルドレン専攻
- ブランドマネージメント学科（3年制）
  - プロデューサーコース
  - ショップ開発コース
- ファッション・ビジネス学科（2年制）
  - ショップスマスターコース
  - バイヤーコース
  - プレス＆インフルエンサーコース
- スタイリスト学科（2年制）
  - プロフェッショナルコース
  - ビューティ&スタイルコース

## 特徴

### 理念・ビジョン (Philosophy ＆ vision)
日本で最も高い成果を上げ　アジアをけん引する発信力を持ち　世界から信頼されるファッション教育機関であり続ける

### 育てたい人材像 (Character ＆ mindset to build up)
常に挑戦し続ける情熱と 新しい価値観を発信できる独創性を持った 世界で活躍できるプロフェッショナル

### タグライン (Tag line)
「たった一つの個性を磨く　ファッションで。」

### 教育の特徴
グローバルでの競争力を意識した「強い個」の育成に熱心な学校である。学科の構成も、それに準じて説得力の高い構成をしている。近年のコンテスト実績は比類を見ないレベルで安定しており、この領域での圧倒的優位性を築いている。
本質である教育レベルの”根拠”として、強力な教員の布陣を敷く。伊・Polimodaで修士課程を主席で卒業した現・クリエイティブディレクターの杦山晶を筆頭に、ロンドン芸術大学卒、同大学内で教鞭も執っていた外国人講師のオレグ・ミトロファノフ、加えて2024年7月には、元・「装苑」編集長の児島幹規が特別教員としてスタッフに加入し、欧州スタイルのデザイン教育の充実を飛躍的に進めている。創業以来得意とする「文化型」をルーツとした高い縫製・パターンの技術に、この「デザイン発想」教育を融合させることにより独自の教育メソッドを確立したことが、コンテストでの高い成果と継続性・再現性につながっている。

### 学科・コースの構成
デザイン系は 3年制 と 4年制 の2学科構成。特にフラッグシップの4年制「スーパーデザイナー学科」は、国内専門学校では珍しいカリキュラムを有し、学生個人が、在学中に6～7体で構成する強い世界観の ”個人ブランドコレクション” を立ち上げ運営するもの。欧州の一流ファッション校や大学院と同様かつそん色の無いハイレベルな教育を展開する。志が高く、一流ファッションデザイナーを目指す高校生や社会人経験者への人気が高く、高度専門士課程の人気ともあいまり、同学科を指名し入学する者も多く居る。（一般的なカリキュラムでは、1体の作品制作や、装苑賞に代表される3体によるコレクション作りが多数を占める。）
一方、3年制の「ファッション・クリエイター学科」は、デザイン、パターン、舞台衣装（縫製）、3Dモデリングなど、専門領域を絞り特化したカリキュラムを提供する。国内企業と複数の産学連携コラボを通じて実績を積み、コンテストや検定実績でも高い成果を上げており、国内アパレル並びにファッション関連企業に「企画職」での就職で強みを発揮している。
ビジネス系は、2年制と3年制の2学科を備える。特に3年制の「ブランドマネージメント学科」は、ファッションテックのニューロープと連携し、ファッションAIを活用したマーケティングや定量分析をグループワークで行う授業を国内の専門学校で最も早く導入。また同学科は3年次に、学生個人がブランドをプロデュースし立ち上げる「起業家育成プログラム」を有し、在学中に "仮想個人事業主" として事業の立ち上げから商品開発・仕入れ・ECストアや百貨店でのPOP-UP販売・販促・集客などの一連の運営を学ぶもので、同校が標榜する「個」の力を最大限引き出す独自カリキュラムとして区別されている。
スタイリスト系は、国内でも希少なスタイリスト単独の学科（「スタイリスト学科」）を持つ。専門的なカリキュラムを1年次から提供することで、2年間でプロフェショナルな人材を育成することに定評がある。また、企業や有力なスタイリストへのアシスタント就職でも強みを発揮。（一般的には、スタイリスト系は「コース」としてビジネス学科の一部に組み込まれることが多く、一年次のカリキュラムが共通の内容で実施されることが多い。）
これらが示す通り、「個」の強さを引き伸ばし、育てる教育が全体に施されており、画一的な人材教育とは一線を画した、個性豊かで社会性の高い人材を輩出する仕組みを構築している。非常に一貫性の強い学校と言えるだろう。

### 国際戦略・海外交流
早くからファッションにおけるデザインの重要性に着目し、海外を意識した服づくりをおこなう。海外との交流に積極的で、特にイタリア・ポリモーダ校と独自の深い関係を構築している。
- お互いの卒業コレクションに教授や学生を招き、作品を発表。
- 交換留学制度を設け、その間の学費は免除。
- 卒業後、学士(Undergraduate）や修士(Master)課程に編入可能な独自契約を保有（学費減免あり）。
- 教員の短期研修を実施。授業を通じてヨーロッパのデザイン技法を学び、カリキュラムに反映している。
- 併せて「教員留学規程」を設け、最大１年間、学校が費用負担し現地の教育メソッドと文化を教員が学べるよう制度化。

一方、学生はイタリア・ポリモーダ校とアメリカ・F.I.T.で短期留学や海外研修を行なっている。
2021年10月（後期）からロンドン芸術大学の常任講師であるオレグ・ミトロファノフ(Oleg Mitrofanov)氏を招聘し、単発の講義ではなく、カリキュラムに織り込んだ定例授業として展開している。発想スキルの向上、海外コンテストでの登竜門となるポートフォリオ強化、プレゼンテーションスキルの向上などをテーマに英語で授業を展開している。
これら独自の取組の成果を毎年国内外のコンテストやファッションショーに出品し、数多くのグランプリ受賞や入賞実績がある。

### 産官学協同
産学協同の取り組みに積極的な学校であるが、代表的なものとしては、現・ブランド・マネージメント学科 ショップ開発コースのオリジナルショップ運営が挙げられる。当初「CIAOPANIC」などの専門店を運営するパルグループのバックアップの元、実施されていたが、現在は学校主体で運営している。
グループに別れて立案したショップ企画（コンセプト、MD計画、販促プロモーション案など）をテナントに向けてプレゼン。コンペに勝利した企画が実店舗化される。企画決定後は、店舗内装の施工、バイイング、オリジナル商品開発・仕入れ、VMDなどを手掛けオリジナルショップをオープンさせる。3ヶ月におよぶ運営期間中、学生たちが店頭に立ちながら、販売、接客、仕入れ、販促（ライブ配信やPOP-UP誘致）、ディスプレイ変更に加え、テナントとの打合せ、取材対応、収支決算などショップ運営に関するすべての業務を行い、ショップ運営の一部始終を実体験しノウハウを学ぶ。
国内でも唯一となる本格的「ショップ運営実習」を中心とした当カリキュラムは、業界からも大いに注目され、卒業生は就職後数年で店長・バイヤー・マーチャンダイザー・プレスを任されるなど、活躍を見せている。 
また、この「ショップ運営実習」は、その功績が認められ、2003年文部科学省から「専修学校先進的教育研究開発事業」の委託校に認定された。その後も同省の委託研究事業として「進化型デュアルシステム」研究開発事業に参加。店舗内での、卒業生の商品の紹介・販売が若手クリエイターの自立・挑戦につながると評価されている。この取り組みが10年目を迎えた2009年には、大阪発「産学接続コース」のモデルコースにも選ばれている。
| 年   | ショップ名   | 場所           | 参考                                                 |
| ---- | ------------ | -------------- | ---------------------------------------------------- |
| 2023 | ISO          | 梅田・HEP FIVE | 学生ショップ『ISO』オープン！                        |
| 2022 | 美丽(mei-li) | 梅田・HEP FIVE |                                                      |
| 2021 | Freppi       | 梅田・HEP FIVE |                                                      |
| 2020 | Crassy       | 梅田・HEP FIVE | 学生ショップ Crassy 大阪・梅田 HEP FIVE にオープン！ |
|      |              |                |                                                      |
|      |              |                |                                                      |

2006年度「bit.」は卒業後半年で、大阪・南船場にショップ「gg spoon」をオープンさせ、2010年にはなんばパークスに2号店を出店。
2007年度「Иё0」は卒業後半年で、パルグループの独立店舗としてなんばCITYにリニューアルオープン。
また、パルグループとの協同以外に、「神戸コレクション」「東京ランウェイ」への参加（神コレモデルオーディション 衣装スタイリング担当：2008年 - 2010年、ステージ発表：2011年 - ）や、ジャヴァグループ「ロートレ・アモン」、「シティーヒル」とのオリジナル商品開発、オンワード樫山「NAVE」・「大丸」とのジョイントショー、大阪市・豊中市・姫路市との商店街活性化事業など、積極的に取り組みを行なっている。

## イベント

### 卒業作品発表会
例年2月初旬に行なわれる卒業作品発表会は学生生活の集大成として、ファッションショーやオリジナルショップで構成されている。
2022年よりショーの会場となっているグランキューブ大阪は、最大定員1000名を収容する大規模なホール。（注：2024年は、同会場の改装工事によりグランフロント大阪北館のコングレコンベンションセンターにて開催。）
特にクリエイター系のショーは、6～7体で構成される学生ブランドを中心に、現代では珍しくなった本格的なコレクションショーを展開する。そのショーは、作品発表と言うよりは「ファッション・イベント」としての質を重視したもので、専門学校から想像される規模感を凌駕するスケールで実施される。服だけでなく、モデル選びや空間や演出すべてにおいてデザイナーのメッセージを伝えるべく完成度が追求されており、細部へのこだわりに対しメディアや業界関係者からの評価も高い。実際、1000人規模で2回行われるショーが各回満員で埋め尽くされるほどの盛況ぶりで、大変な賑わいを見せる。
オリジナルショップは企画、仕入れ、ディスプレイ、販売、決算に至るまですべてを学生が担当。各ショップの学生がメーカーやデザイナーと交渉し、多岐に渡る商品を取り揃えている。

### デザイナー講演
例年12月頃に行なわれるデザイナー講演は、ファッション業界で活躍中のデザイナーなどを招いて行なわれる講演会。会場はメルパルク大阪ホール（新大阪）。
| 年   | 名前                            | 肩書き(当時)                                                      | 名前     | 肩書き                                       |
| ---- | ------------------------------- | ----------------------------------------------------------------- | -------- | -------------------------------------------- |
| 2008 | リンダ・ロッパ                  | イタリア・ポリモーダ 学部長 元アントワープ王立アカデミー 学科長   |          |                                              |
| 2007 | スズキタカユキ                  | 「suzukitakayuki」デザイナー                                      | 岩高要子 | 「MATTOTTI」専務取締役                       |
| 2006 | 桑原直                          | 「sunaokuwahara」デザイナー                                       | 今井亮   | 「NAVE」チーフMD                             |
| 2005 | 尾花大輔                        | 「N.ハリウッド」デザイナー                                        | 大塚慎吾 | 「TALKING ABOUT THE ABSTRACTION」 デザイナー |
| 2004 | パトリック・ライアン ＆吉田真実 | 「YAB-YUM」デザイナー                                             | 岡正子   | 「岡正子デザインオフィス」デザイナー         |
| 2003 | 宇津木えり                      | 「FRAPBOIS」デザイナー（当時） （現「mercibeaucoup,」デザイナー） | 高島雍子 | テキスタイルデザイナー                       |
| 2002 | 皆川明                          | 「mina perhonen」デザイナー                                       | 田中洋   | 株式会社クレヨン 代表取締役社長              |

## 備考
- ファッション・プロフェッショナル学科の第1期実習店舗「ARMOIRE」は、周囲の期待以上の成果をあげ、後にパルグループのブランドとなった。
- ファッション・ビジネス学科は1986年の開設。関西の学校の中で、最も早くファッションビジネス教育に着手した。
- 1997年度にNHKで放映されたドラマ新銀河「初婚・再婚」において、ドラマの舞台となった服飾専門学校のロケ地として使用された。その際の呼称は競合校（グループ）を想起させる「浪速ドレスメーカー学院」となっていた。
- ファッション・クリエイター学科にニットコースを設け、ニットの専門知識を持った人材の育成に取り組む。西日本の学校で唯一、島精機製作所のホールガーメントコンピュータ横編機を導入している。2021年度より、DX対応人材の育成を掲げ、全国のファッション専門学校で初の3Dモデリストコースを設置。
- スタイリスト学科を2015年に開設。スタイリスト単独での学科設置、カリキュラム提供は全国でも大変珍しい。2024年度入学生より、従来の「プロフェショナルコース」に加え、パーソナルスタイリストの育成に対応した「ビューティー＆スタイルコース」の選択も可能となる。
- 都会の専門学校には珍しく、大きな樹木とウッドデッキのある中庭を持つ。
- レンガ造りでロココ調のクラシックな外観が特徴。築年数は経過しているが、デザイン会社との協同でニューヨーク州のブルックリンにある１ホテル・ブルックリン・ブリッジのロビーをモチーフとした内装工事が進められ、洗練された趣を持つ。
- 2023年、正門脇にカフェが新設され、中庭へのキッチンカー誘致も開始されるなど、在校生のウェル・ビーイング（well being）を重要視した環境づくりやサービス提供が進められている。
- 教育機関としては珍しく情報資産管理（個人情報を含む）を積極的に行う学校として、2022年にサイバートラスト社と提携し、リスク管理とセキュリティレベルの向上に関する発表を行った。

## 交通
- 阪急宝塚本線・三国駅南出口すぐ。
- 新大阪駅徒歩20分。（東海道・山陽新幹線、東海道本線（JR京都線）、おおさか東線、Osaka Metro御堂筋線）